# Les Nouveaux Démocrates
Pour les articles homonymes, voir ND et LND.
 (mars 2024).
Les Nouveaux Démocrates (LND) est un parti politique français fondé en 2020 par des députés dissidents de La République en marche et absorbé par Les Écologistes – Europe Écologie Les Verts en 2022. Il est co-présidé par les députés Aurélien Taché et Émilie Cariou.
Après avoir rejoint le Pôle écologiste formé autour des Écologistes – Europe Écologie Les Verts en amont de l'élection présidentielle de 2022, il adhère avec EELV à la NUPES pour les élections législatives de 2022. Aurélien Taché est seul réélu. LND fusionne finalement au sein des Écologistes – Europe Écologie Les Verts en octobre 2022.

## Fondation

### Groupe parlementaire Écologie démocratie solidarité
L'idée d'un groupe dissident au groupe La République en marche ressort plusieurs fois, sans jamais se concrétiser,. Début avril 2020, dans le contexte de la pandémie de Covid-19, le lancement par 58 députés, un sénateur et un député européen d'une plateforme collaborative pour élaborer un « plan post-crise », baptisée « Le jour d'après », apparaît comme « le prélude à la scission de la majorité présidentielle à l’Assemblée avant la constitution d’un nouveau groupe parlementaire issu de son aile gauche et écologiste », coordonnée par les députés Aurélien Taché, Paula Forteza et Matthieu Orphelin. 
Le 8 mai 2020, Les Échos révèle un projet de scission nommé « Écologie démocratie solidarité » composé d'une cinquantaine de membres. Plusieurs députés ont été dissuadés de le rejoindre par des pressions de LREM. Le groupe Écologie démocratie solidarité est officiellement déposé le 19 mai 2020, par dix-sept parlementaires. Parmi eux, sept viennent directement du groupe majoritaire, neuf en sont partis ou en ont été exclus, et une seule, Delphine Batho, n'en a pas été membre.

### Formation d'un parti dissident
En juin 2020 est annoncée la fondation d'un parti #NousDemain par sept membres du groupe Écologie démocratie solidarité (Delphine Bagarry, Émilie Cariou, Guillaume Chiche, Paula Forteza, Albane Gaillot, Hubert Julien-Laferrière et Aurélien Taché) et une vingtaine d'autres personnalités (dont Sandrine Josso, une députée non membre du groupe). Son lancement officiel est prévu pour l'automne. Faute d'un nombre suffisant de députés, le groupe EDS disparaît le 17 octobre 2020 et tous ses membres deviennent non-inscrits.
Le parti est finalement lancé le 16 décembre 2020 sous le nom de Nouveaux Démocrates. Il est coprésidé par les députés Aurélien Taché et Émilie Cariou. À sa fondation, il revendiquait 600 adhérents et comptait dans ses rangs les députés Guillaume Chiche, Delphine Bagarry, Sandrine Josso et Fiona Lazaar (en plus des deux députés co-présidents). Ces derniers se rattachèrent financièrement à Europe Écologie Les Verts.

### Adhésion au Pôle écologiste
Après la désignation de Yannick Jadot comme candidat à l'élection présidentielle par Europe Écologie Les Verts, Les Nouveaux Démocrates rejoint le Pôle écologiste.
En vue des élections législatives de 2022, le Pôle écologiste intègre la Nouvelle Union populaire écologique et sociale (Nupes) formée avec La France insoumise. Les candidatures d'Aurélien Taché, dans la dixième circonscription du Val-d'Oise et de Delphine Bagarry dans la première circonscription des Alpes-de-Haute-Provence sont confirmées. Non-investi par la Nupes, Guillaume Chiche décide néanmoins de maintenir sa candidature dans la première circonscription des Deux-Sèvres. Seul Aurélien Taché est réélu.
Le 3 septembre 2022, Aurélien Taché appelle à la fondation d'un nouveau parti écologiste élargissant EELV, au sein duquel pourrait se fusionner Les Nouveaux Démocrates. Il obtient la fusion des Nouveaux Démocrates au sein d'EELV par un vote du conseil fédéral d'EELV le 16 octobre de la même année. 250 adhérents rejoignent le parti écologiste. En amont du congrès, Aurélien Taché annonce soutenir la motion de Sophie Bussière.

### Élections législatives
| Année | Premier tour | Premier tour | Second tour | Second tour | Sièges  |
| Année | Voix         | %            | Voix        | %           | Sièges  |
| ----- | ------------ | ------------ | ----------- | ----------- | ------- |
| 2022  | 17 937       | 0,08         | 28 738      | 0,14        | 1 / 577 |